# 三橋事件
三橋事件（みつはしじけん）とは、ソビエト連邦によるスパイ活動及び米国による二重スパイ活動事件。第二次世界大戦後、ソビエト連邦領内での抑留を余儀なくされ、その間、ソ連情報機関への協力を誓約させられた帝国電波株式会社の社員三橋正雄が日本帰国後、ソ連の情報機関員とみられるソ連代表部員の指示によりソ連との間で無線連絡を行う一方、米軍の二重スパイをソ連側には秘匿して務めていた諜報事件である。鹿地事件をきっかけとした本人の自首により、国家地方警察東京都本部（現・警視庁）が1952年（昭和27年）12月に逮捕。鹿地亘が自身にソ連に無線連絡する暗号文を渡していたことを警察で自供したが、米情報機関が鹿地亘を監禁していたというスキャンダルをスパイ問題にすりかえるために自首させられたとの見方もある。

## 概要
東京市で出生した三橋は電機関係の学校を卒業後、無線機組立工として就職し、太平洋戦争勃発により応召、終戦を満洲国内の通信隊においてむかえた。以下は、主に本人の供述による。戦後、ソビエト連邦に捕虜として抑留され、マルシャンスク、モスクワ、ハバロフスク、ナホトカの捕虜収容所を転々とさせられたが、その間、日本への帰国を条件に在日ソ連代表部員とソ連本国との無線電信による諜報連絡をおこなうよう強要された。帰国を望んでやまない三橋は、仕方なくこれを承諾して協力の誓約書を差し出した。
諜報活動に必要な訓練を受けたのち、1947年（昭和22年）12月3日に三橋は日本に帰還した。当初は特段のことを命じられることもなく、ソ連情報機関員とみられる人物から金銭を渡されるだけであった。その後、在日アメリカ軍にソ連事情聴取のために呼び出された際に、三橋が事情を打ち明けたところ、米軍の二重スパイとなるよう依頼され、米軍にソ連との連絡の詳細を報告することに同意した。米軍は無線局開設について、こちらからの指示で行うのだから罪になることはないといって三橋に無免許で行わせている。三橋は米ソ両国からそれぞれ報酬を得て活動することになり、ソ連のエージェントとして無免許無線局を運用してたびたび諜報通信連絡を行った。
1952年12月プロレタリア作家でジャーナリストの鹿地亘が米軍に監禁されていた鹿地事件が発覚、鹿地が解放され、8日にそれが報じられると、その直後三橋は国家地方警察東京都本部にスパイ活動を続けることが怖ろしくなったとして自首した（後の国会証言で、実際には米軍の勧めもあって自首したと証言している。）。また、三橋は自首したのち鹿地亘をスパイ活動の共犯として告発した。当初、三橋は自宅で逮捕されたとされ、国家警察は鹿地事件発覚の直後摘発したもので米軍からはその後の12月10日に容疑者が鹿地と関係があると連絡を受けたと発表、タイミングの良さに不審の念を抱くマスコミに対し、当時の斎藤国家警察長官は自ら取材に応じ逮捕はあくまで独自の捜査によるものと回答した。しかし、さらにその後三橋は自首したものと訂正されている。毎日新聞からは、米国の確かな筋からとして、米国情報機関が日本の国家警察の了解を得て1年以上にわたって鹿地を拘禁していたもので、鹿地の解放後、鹿地の尋問で分かった他のスパイを2、3日中に逮捕することになっているとの情報を受けていたとの報道がなされている。また、国家警察関係者の一部からはこの自首自体が米軍の命によるものではないかとの情報が流れている。当時の日本アマチュア無線連盟理事長であった大河内正陽 東工大講師は、スパイ説そのものについても、新聞報道の写真に載ったアンテナがテレビ受信程度のものであること、かつて少年が出来心で無免許無線電波を出したところ数十名の武装警官にじきに自宅を包囲された事実があることを知っている（なのに本件は1年以上も放置されていた）として、事件自体に疑問を呈している。また、国家警察は、三橋と鹿地の関係を裏付ける決定的証拠となる、両者間でやり取りされた葉書を握っていると主張していたが、結局、葉書を紛失したとして現物を出すことが出来なかった。
12月29日三橋は起訴された。スパイ行為として刑事特別法違反の適用も取沙汰されていたが、罪状は形式犯の無免許無線局の開設・運用による電波法違反だけであった。このとき検察官は、電波法以外の違反（つまり刑事特別法違反にもなりかねないスパイ容疑や鹿地亘の容疑）についてマスコミから聞かれても口を閉ざしている。東京高等裁判所は、1953年（昭和28年）10月17日、三橋正雄に対し、懲役4月の判決を下した。実刑判決（未決拘留80日。残日数は40日。）で執行猶予とはならなかったものの、アメリカの配慮によりかねて行きたかったアメリカ、カナダに無線の勉強に行く予定であることが保釈時に報じられている。また、勤めていた会社は早い段階で三橋を解雇する気はない旨を新聞の取材に対し表明している。実際に、三橋はその後もその会社に勤め続けている。
なお、鹿地はスパイ活動を行っていたことを否定、両者は国会でも対決したが、そこでの決着はつかなかった。三橋の有罪判決後、鹿地も電波法違反で起訴される。しかし、この鹿地の裁判で、情報機関の人間から鹿地の新聞写真を見せられて自分が接触していた人物は鹿地だと気付いたとの三橋の主張は信用できないと判定された。これにより、鹿地は長い裁判の末に最終的に1969年無罪（電波法違反）となっている。（参照：鹿地亘#帰国、鹿地事件）

### 第二の三橋正雄と当事件の三橋正雄
事件当時、住所こそ異なるものの全く同姓同名で軍歴も同じ人物が別に居て、事件を知って驚き、名乗り出ている。その人物はやはり軍の通信士を務め、当事件の三橋正雄復員1947年の2年後の1949年に復員し、電機機械工場の工員となっていた。彼によれば、同姓同名の人物が他に居るとは聞いたこともなかったという。この別に名乗り出た人物と区別して、当事件の三橋正雄を、当時のマスコミ報道はしばしば「”無電男”三橋正雄」と呼んでいる。なお、新聞では、当事件の三橋は専門学校卒ということで会社に就職していたが、その学校とみられる学校の卒業名簿には名はなかったといい、また、軍では妹がいて気にしていたとの証言が報じられていたが、当時件の三橋の裁判時に現れたのは姉であった。単に同姓同名であったのか、一部マスコミに流れたようにスパイとして働くために他人の名と軍歴を詐称させられたのか、いずれにせよ、当事件の三橋正雄は、この名で結婚し同じ会社に勤務し続け、平穏にその後も暮らしている。